# Wilhelm Wandel
Wilhelm Wandel (* 5. Februar 1875 in Pliezhausen; † 8. Juli 1931 in Besigheim) war ein württembergischer Oberamtmann.

## Leben
Wandel, Sohn eines Oberlehrers und Volksschulrektors sowie evangelischer Konfession, studierte von 1895 bis 1899 Regiminalwissenschaft in Tübingen. Seit 1895/96 war er Mitglied der musischen Studentenverbindung AMV Stochdorphia Tübingen im SV. Er legte 1900 die erste und 1902 die zweite höhere Dienstprüfung ab.
1902 trat er in die württembergische Innenverwaltung ein. Von 1902 bis 1907 war er in unselbständiger Verwendung bei verschiedenen Oberämtern und danach als Regierungsassessor von 1907 bis 1910 beim Oberamt Ludwigsburg. Ab 1910 war er beim Oberamt Göppingen tätig, zunächst als Amtmann und ab 1920 als planmäßiger Assessor mit dem Titel Oberamtmann. Er leitete das Oberamt Göppingen von 1921 bis 1922 als Oberamtsverweser sowie das Oberamt Besigheim von 1922 bis 1925 als Oberamtsverweser und von 1925 bis 1931 als Oberamtmann.